# Verwaltungsgemeinschaft Schwanebeck
In der Verwaltungsgemeinschaft Schwanebeck waren im sachsen-anhaltischen Landkreis Halberstadt die Gemeinden Emersleben, Groß Quenstedt, Klein Quenstedt und  Nienhagen sowie die Stadt Schwanebeck, die Verwaltungssitz war, zusammengeschlossen. Am 1. Mai 1995 wurde die Gemeinde Emersleben nach Halberstadt eingemeindet und am 1. Januar 1996 wurde die Gemeinde Klein Quenstedt ebenfalls nach Halberstadt eingemeindet. Am 1. Januar 2005 wurde die Verwaltungsgemeinschaft mit der Verwaltungsgemeinschaft Untere Bode zur neuen Verwaltungsgemeinschaft Bode-Holtemme zusammengelegt.